# Atlas języka i kultury ludowej Wielkopolski
Atlas języka i kultury ludowej Wielkopolski – atlas regionalny opracowany w latach 1970–1976 przez zespół badaczy zebranych przez redaktorów: Zenona Sobierajskiego i Józefa Bursztę. Była to pierwsza faza opracowania, w późniejszych latach pracowano nad kolejnymi tomami, a ostatni, 11 tom, został wydany w roku 2005. Atlas regionalny to wynik realizacji planów badawczych Komisji Językoznawczej i Komisji Etnograficznej Poznańskiego Towarzystwa Przyjaciół Nauk, Komisji Slawistycznej Oddziału Polskiej Akademii Nauk w Poznaniu oraz Instytutu Filologii Polskiej i Katedry Etnografii Uniwersytetu im. Adama Mickiewicza w Poznaniu; sfinansowany przez Wydział Kultury i Sztuki Urzędu Wojewódzkiego w Poznaniu.

## Informacje wstępne
Atlas języka i kultury ludowej Wielkopolski w założeniu miał być atlasem regionalnym, który przedstawić miał specyfikę problemów językowych i kulturowych Wielkopolski. Proces zanikania gwar i reliktów dawnej kultury postępował bardzo szybko, dlatego nad sprawnym opracowaniem atlasu pracował cały zespół badaczy zebranych w 1970 roku przez dialektologa Zenona Sobierajskiego. W skład zespołu wchodzili lingwiści i etnografowie z Instytutu Filologii Polskiej i z Katedry Etnografii Uniwersytetu im. Adama Mickiewicza w Poznaniu oraz historycy, przygotowujący mapy pomocnicze.
Przygotowane przez zespół mapy etnograficzno-lingwistyczne pozwalają ustalić, co w języku i kulturze Wielkopolski przetrwało z dawnych podziałów mikroregionalnych oraz zjawiska nowe, będące wynikiem współczesnych (na lata 70. XX wieku) przemian kulturowo-językowych.

## Metodologia badań
1. Integracja dwóch kierunków badawczych tj. etnografii i dialektologii, która powinna prowadzić do wzajemnego uzupełniania i objaśniania zjawisk i procesów etnograficznych i lingwistycznych.
2. Synchroniczny (po 1945 roku) obraz układów przestrzennych w zakresie zjawisk językowych i kulturowych.
3. Uwzględnienie zagadnień opracowanych na mapach z Małego atlasu gwar polskich i Polskiego atlasu etnograficznego, które według zespołu badaczy wymagały ponownego przebadania.
4. Zastosowanie metody opisowej, która ma odpowiednio przedstawić uporządkowany materiał.
5. W metodzie kartograficznej, zastosowanie map analitycznych i w zależności od potrzeb także map zbiorczych (ujmują jedno zagadnienie) i syntetycznych (przedstawiają różne zagadnienia z jednego lub kilku działów systemu językowego). Każda mapa ma wydobyć z materiałów najważniejsze elementy.
6. Rysunki desygnatów zostały umieszczone na odpowiedniej mapie.
7. Układ map zależy od tematyki powiązanej w zwartą całość o jednym lub dwóch ogólnych tytułach, a materiały nieprzydatne do opracowania kartograficznego zostały opublikowane w osobnym rozdziale[2].

## Praca nad atlasem

### Kwestionariusz
Punktem wyjścia kwestionariusza były przede wszystkim przedwojenne prace Adama Tomaszewskiego i powojenne monografie polonistów poznańskich (ale nie tylko). Wykorzystane zostały także teksty gwarowe spisane z płyt gramofonowych, nagrane w Wielkopolsce przez Zenona Sobierajskiego w latach 1949–1954 oraz teksty z późniejszych nagrań taśmowych. Po roku pracy nad kwestionariuszem, w 1971 roku, jego próbna wersja zawierała 1950 pytań z zakresu słownictwa, innych działów systemu językowego i etnografii. Kwestionariusz gotowy, po badaniach wstępnych, oddano do druku w Zakładzie Graficznym UAM w Poznaniu, wyszedł pt. Kwestionariusz do atlasu języka i kultury ludowej Wielkopolski w 1972 roku. Ostatecznie zawierał 5 części, tj. część I: „Słownictwo – fonetyka – słowotwórstwo”, część II: „Deklinacja – koniugacja – składnia”, część III: „Ethnographica”, część IV:„ Ilustracje”, część V: „Ethnographica – suplement”.

### Siatka punktów badawczych
Mapa siatki punktów badawczych objęła 109 miejscowości. Średnia odległość między zbadanymi wsiami wynosi 15–18 km. Podstawą do ustalenia siatki były wsie wcześniej uwzględnione w monografiach gwarowych poznańskich dialektologów i miejscowości, w których przeprowadzono nagrania tekstów gwarowych. W zasięgu badań znalazły się więc tereny z obszaru prawie całej Wielkopolski z XIV–XVIII wieku.

### Badania terenowe
Wstępne badania terenowe z próbną wersją kwestionariusza rozpoczęły się w 1971 roku, a według kwestionariusza drukowanego, rozpoczęto w 1973 roku.
Członkowie grupy etnograficznej i studenci polonistyki, biorący udział w badaniach, odbyli szkolenie w zakresie transkrypcji fonetycznej tekstów gwarowych. Badania rozpoczynano od informatorów najstarszych tj. w wieku 70–80 lat. W miarę potrzeby korzystano także z pomocy młodej i średniej generacji, jeśli pod wpływem mediów masowych nie wyzbyli się tradycyjnej gwary miejscowej. Wypełnienie przez jedną osobę kwestionariusza lingwistycznego (1380 pytań) trwało ok. 7 dni, a kwestionariusza etnograficznego (720 pytań) ok. 5 dni. Poza tym nagrywano teksty gwarowe na taśmie, w celu późniejszego zweryfikowania sporządzonych notatek.

### Opracowanie map i komentarzy
Do sporządzenia roboczych map napisowych przystąpiono w 1974 roku. Każde pytanie zawierało komplet odpowiedzi na osobnej mapie. Tadeusz Biegański wykonał czystopisy map lingwistycznych i etnograficznych, a mapy pomocnicze nakreślił Andrzej Maciejewski.